# Sistemas de control interno
Sistemas de control interno es dentro de la empresa un seguimiento y control de las actividades que se realizan en el seno de la misma. Corrigen errores y se asegura del cumplimiento de los objetivos. Cada área funcional de la empresa presentara un control interno de sus actividades. Estos sistemas de control buscan que la empresa tenga una mejor eficiencia.
Podemos afirmar que el control interno está relacionado con todo acto de poder encaminado a mantener una acción sujeta a determinados patrones, en forma tal que se logre el resultado deseado. Por tanto podemos definirlo como un conjunto de normas, procedimientos, principios, planes, y mecanismos de verificación adoptados por una entidad con el fin de procurar que todas sus actividades se realicen de un modo correcto.
Todas las empresas deben controlar que se cumplen dentro y fuera de esta los objetivos y metas que la empresa decide seguir. Estos sistemas son los responsables de la aplicación y control de las actividades que realice, y de buscar siempre la mejora de los procesos y de velar por desarrollar un adecuado autocontrol.
Es frecuente que las administraciones públicas también realicen estas actividades de control y administración.
El control se lleva a cabo mediante el seguimiento de un conjunto de indicadores.

## Indicadores
Los indicadores son los patrones usados por las empresas para medir y controlar las áreas productivas; se obtienen mediante la relación entre variables que nos permitirá tener una visión general de la situación. Algunos indicadores pueden ser: 
- La rotación de inventarios: indicador que permite conocer el número de ocasiones que se realiza el inventario en un periodo de tiempo.

- La rotación de activos totales: indicador financiero que nos permite conocer la eficiencia de la empresa en su administración y gestión de activos.

- La rotación de activos fijos: indicador que mide la utilización de los activos de la empresa en la producción.

- La rotación de cuentas: pueden ser de cobro o de pago..... Tiempo transcurrido entre la compra o venta hasta el momento del cobro o pago.

- El periodo promedio de cobro: tiempo medio que tarda en cobrar de los clientes por los bienes o servicios recibidos.